# Духифат

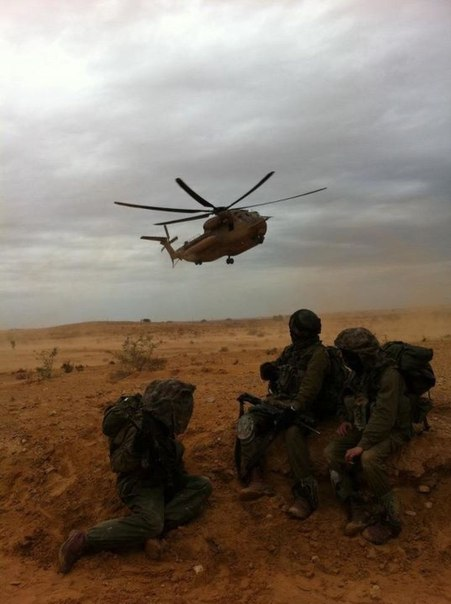
Батальон «Духифат» из бригады «Кфир» во время проведения зимних учений близ города Беэр-Шева.

«Духифат» — 94-й батальон из бригады «Кфир» (ивр. דוכיפת‎, дословно: «Удод») образованный в 1984 году в качестве возрождения Разведроты Духифат, основанной в 1966 году в 35-й бригаде воздушно десантных войск Израиля. В 1969 году, после долгого анализа было принято решения расформировать подразделение, ввиду его несоответствия нуждам Цахала.

## Разведрота
Разведрота «Духифат» на базе отдельной 35-й парашютно-десантной бригады ЦАХАЛ в конце 1966, для повышения потенциала и боеспособности бригады в разведки и противотанковом отраслях. Базовым транспортом для разведроты стал Французский бронеавтомобиль Panhard AML90. Разведрота принимала участия в боях за северный Иерусалим во время 6-ти дневной войны 1967 года, а также на сражении при Караме. В этом сражении Цахал «захватив» Иорданские поселения на юге Иорданской долины, провёл зачистку при которой были уничтожены 128 палестинских террористов и 60 солдат регулярной армии Иордана.

### Основание, 1966 год
Инициатива о создании мобильных отрядов по борьбе с танками при ВДВ поступила «начальнику генерального штаба» от тогдашнего высшего офицера ВДВ и пехоты — Аарона Давиди. По его словам, создание таких мобильных отрядов, которые защищены от лёгкого оружия и способны проникать в тыл врага с высокой скоростью, повысит боеспособность этой бригады и способствует меньшим потерям на поле боя… В 1967 году был произведён призыв в разведроту, который отлично показал себя в боях 6-ти дневной войны.

### Расформирование, 1968 год
Спустя два года после основания, разведрота была расформирована. Основной причиной по словам военачальников было несоответствие бронемобилей дальнейшим планам ЦАХАЛа. Армия ссылалась на то, что Французская техника перестала отвечать потребностям армии в первую очередь с технологической точки зрения. Впоследствии бойцы разведроты были распределены среди регулярных рот ВДВ.

## Батальон — наши дни

### Новое формирование
В 1984-м снова формируется батальон «Духифат» — после успешных боевых действий бойцами резерва, которые показали высокие показатели во время операции «Мир Галилеи» в Ливане.
При создании, подразделению не был присвоен статус батальона, так как было только 2 роты. Лишь только в 1992-м году новый начальник генерального штаба Эхуд Барак присвоил подразделению статус пехотного батальона. На самом же деле рот было три — 2 боевые и одна вспомогательная (месаяат). Бойцы вспомогательной роты «на бумаге» относились к штабу и не имели статуса бойцов, несмотря на то, что задачи которые могла выполнять эта роты были несомненно боевыми, разведка и миномёты.
С основанием подразделения бойцы проходили «курс молодого бойца» совместно с бойцами ВДВ, но, несмотря на это, лишь немногие получили возможность пройти курс десантирования. С началом первой «Интифады» цахаль был вынужден сократить финансирования подразделения. Тем самым практически свёл на нет возможность солдат тренироваться. Несмотря на многочисленные упрёки высших командиров Офиром Илотом финансирование не было возобновлено, как было прежде. Дошло до того что в 1990 году все бойцы которые только что закончили свой «курс молодого бойца» попросили перевести их в другое подразделение, так как они совершенно не готовы к военным действиям…

### Постоянный статус, присоединение к Кфиру
После громких увольнений командира дивизии и масштабных перестановок, батальон получил статус пехотного и постоянным городом выбрали Рамаллу. В 2005 были приняты новые решения по которым батальон причисляют сначала к 900 соединению, а потом к 900 бригаде «Кфир». С этого момента батальон получает порядковый номер «94» в бригаде и становится одним из 6 батальонов Кфира.
Впоследствии постоянная дислокация была заменена на периодические смены баз. По словам бригадного генерала: «Постоянны пребывание в одном и том же месте в течение долгого времени не способствует ведению службы, солдаты устают от рутины и не так осторожны как того требует ситуация». В связи с этом во всей бригаде было принято решения что базы будут меняться с периодичностью в не сколько месяцев.
Во время летних учений 2011 года, на юге Израиля происходит высоко спланированная акция со стороны активистов джихада синайского полуострова. В столкновении погибают 2 военнослужащих и 5 гражданских, со стороны боевиков по разным данным погибло от 2-5 человек. Из- за локальной дестабилизации к городу Эйлат перебрасываются более подготовленные подразделения чтоб сменить «Батальон Каракаль». Командованием Кфира принимается решения впервые за всю историю бригады направить свой батальон на юг. Сначала на временной основе на несколько недель, а впоследствии на 4,5 мес — был направлен батальон «Духифат». Стоит отдать должное командирам рот — которые с нуля переписали технику несения службы на этой местности, в виду банальной её не существования прежде (до этого на данном участке границы по очереди несли службу многие подразделения Цахала, которые несли службу каждый на свой лад). За время несения боевой вахты в батальон приезжало большое количество «проверок» чтоб проверить как себя ведёт батальон в незнакомой ему обстановки юга… По окончании службы в этом регионе солдаты и офицеры получили высокие оценки за свою службу как от высшего начальства так и от простых сверхсрочников, которые о Кфире до этого только слышали…
- Несмотря на то, что разведрота просуществовала не более двух лет, улицы, названные в её честь, можно встретить во многих городах Израиля.
- Батальон был направлен для несения службы на южных границах Израиля, тем самым стал первым из Бригады Кфир, направленным туда.
- На въезде в поселение Офра установлен памятник павшим солдатам батальона.